# Tratado de Wad-Ras
El Tratado de Wad-Ras, firmado en Tetuán el 26 de abril de 1860, fue un acuerdo diplomático firmado entre los reinos de España y Marruecos que puso fin a la guerra de África y fue la consecuencia de las sucesivas derrotas sufridas por Marruecos, en su enfrentamiento contra las tropas españolas, en particular tras la batalla de Wad-Ras. Ello obligó al sultán Muhammad ibn ‘Abd al Rahman a pedir la paz a la reina Isabel II de España.

## Cláusulas

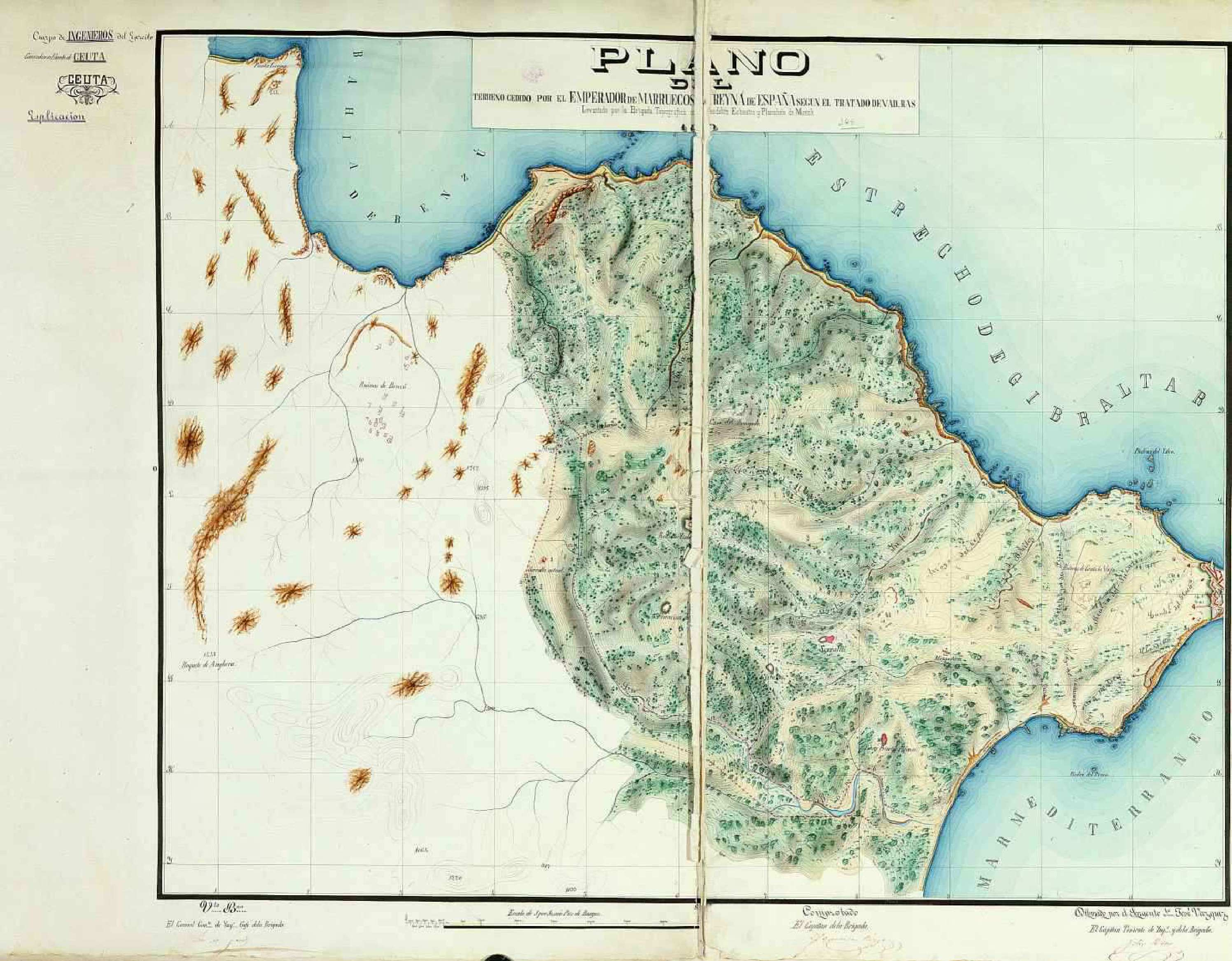
Plano del terreno cedido por Marruecos alrededor de Ceuta.

En virtud de este tratado, se acordó lo siguiente:
- Marruecos aceptó el pago a España de cuatrocientos millones de reales, en concepto de indemnización de guerra.

- España ocuparía la plaza de Tetuán en tanto no se pagara la indemnización acordada.

- Se ratificó el convenio firmado el 24 de agosto de 1859 sobre las plazas de Melilla, que aumentaba su perímetro fuera del área fortificada, y de los peñones de Vélez de la Gomera y Alhucemas. Se establecieron los límites fronterizos de la ciudad de Melilla con Marruecos hasta donde alcanzasen los disparos del cañón de «El Caminante», según lo estipulado en este tratado.

- Se aumentaba el área de dominio de Ceuta y sus alrededores, incluyendo todo el territorio que iba desde el mar, pasando por los altos de la sierra de Bullones, hasta el barranco de Anghera.

- Se cedía a perpetuidad a España un territorio alrededor del fortín de Santa Cruz de la Mar Pequeña, que se había establecido en la costa atlántica, frente a Lanzarote, en tiempos de Isabel la Católica. Con ello se recuperaba la explotación de la pesca en la zona. Por intereses políticos y diferentes interpretaciones sobre la ubicación de este antiguo establecimiento, se acordó la correspondencia, demostrada posteriormente como errónea, con Ifni.[2]

- Se autorizaba el establecimiento en Fez de una casa de misioneros españoles con especiales privilegios y exenciones.

- Los prisioneros hechos por ambos bandos serían liberados y entregados a sus respectivas autoridades de inmediato.

- Se pactaron una serie de acuerdos comerciales, declarándose a España como nación más favorecida.